# Nimpšov

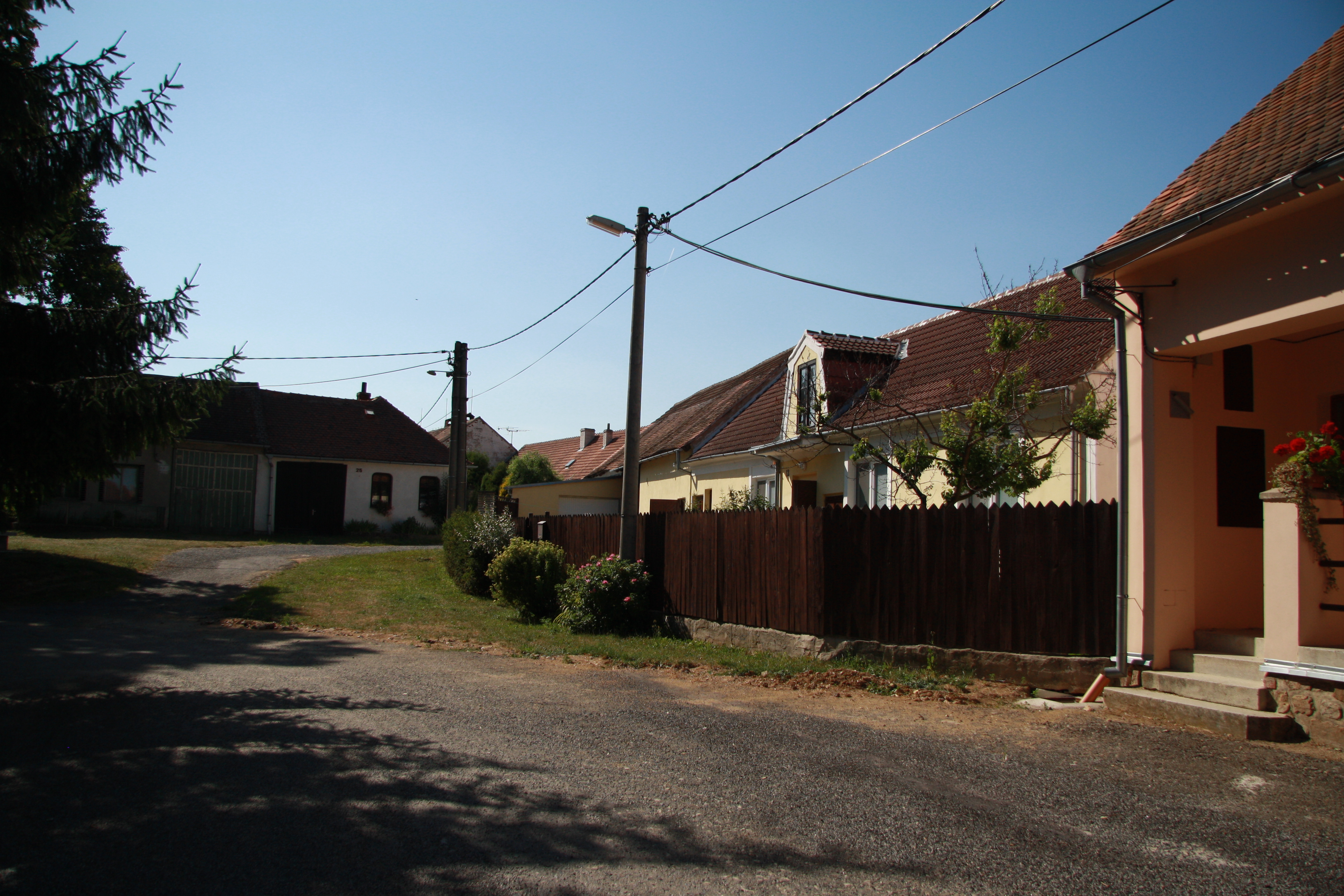
Häuser im Ortszentrum

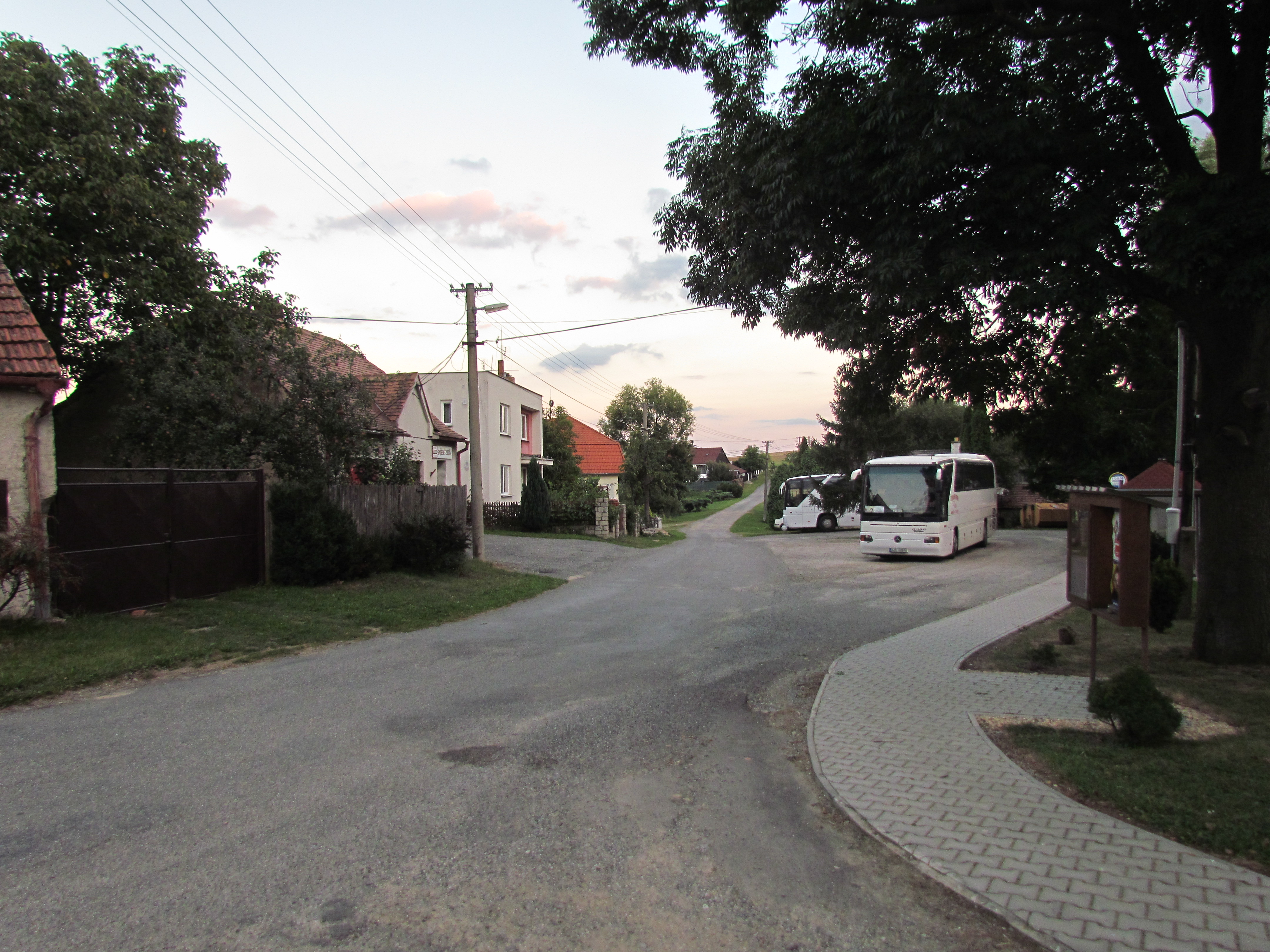
Dorfplatz

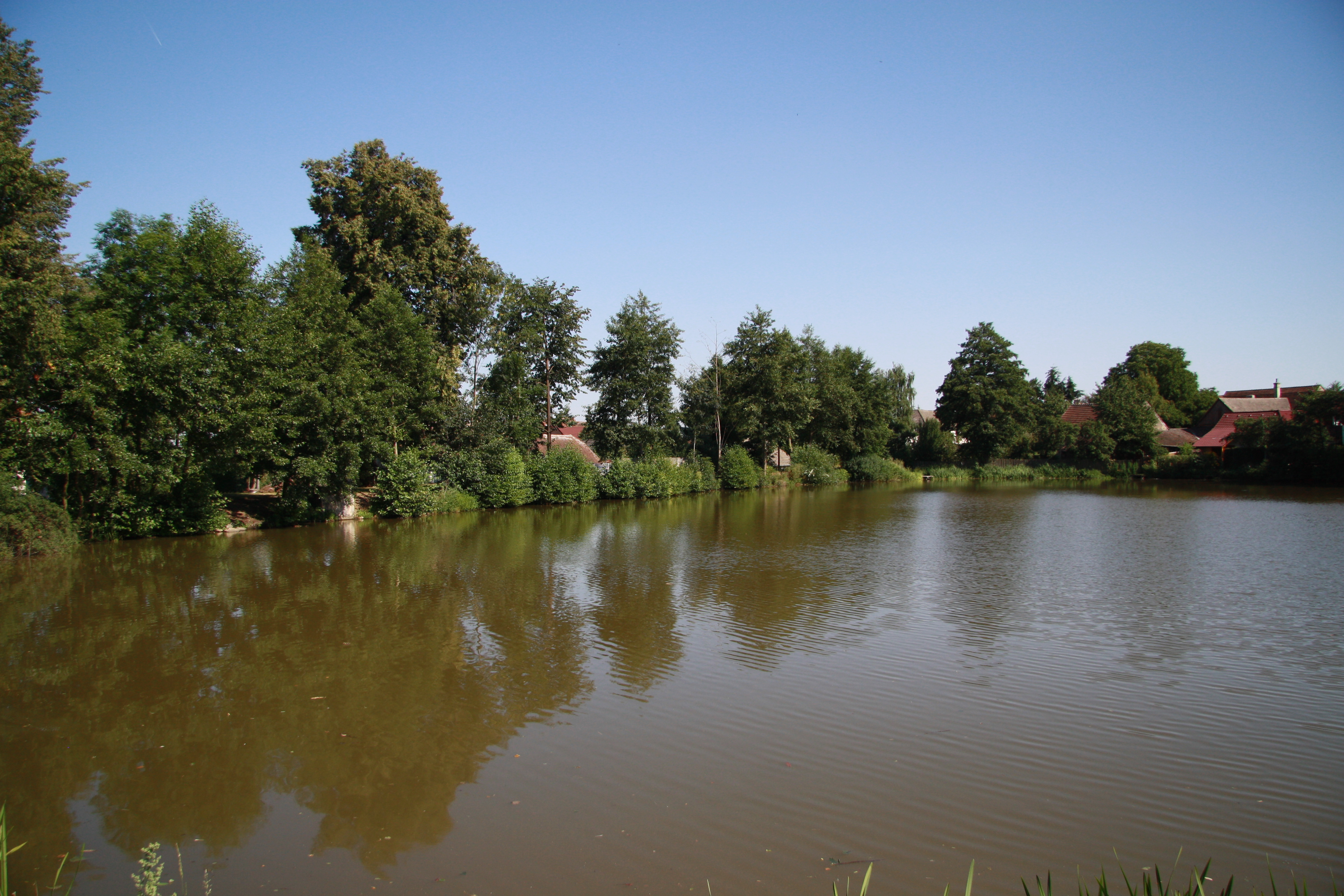
Návesní rybník

Nimpšov (deutsch Nimptschdorf, 1939–45 Nimpschdorf) ist eine Gemeinde in Tschechien. Sie liegt sechs Kilometer südwestlich von Moravské Budějovice und gehört zum Okres Třebíč.

## Geographie
Das Angerdorf Nimpšov befindet sich am Bach Nimpšovský potok in der Dešovská pahorkatina (Deschauer Hügelland). Das Zentrum des Dorfes bildet der Teich Návesní rybník. Nördlich fließt der Syrovický potok. Im Südwesten erhebt sich die Kojatická horka (539 m. n.m.), nordwestlich der Kopeček (513 m. n.m.). Von der Ortsverbindungsstraße Dědice-Nové Syrovice führt eine Stichstraße in das Dorf. Einen Kilometer nördlich führen die Staatsstraße II/152 zwischen Jemnice und Moravské Budějovice sowie die Bahnstrecke Moravské Budějovice–Jemnice an Nimpšov vorbei.
Nachbarorte sind Mikálka und Kosová im Norden, Jackov im Nordosten, Krnčice im Osten, Nové Syrovice im Südosten, Na Čihadle im Süden, Spetice, Kojatice und Velký Újezd im Südwesten, Dubina und Rácovice im Westen sowie Dědice im Nordwesten.

## Geschichte
Nimptschdorf wurde 1785 durch den Besitzer der Herrschaft Neu Serowitz, Johann Heinrich Graf von Nimptsch auf den Fluren eines aufgelassenen herrschaftlichen Meierhofes gegründet. 1804 übernahm Johann Heinrichs ältester Sohn Ferdinand von Nimptsch die Herrschaft. Nach dessen frühen Tod im Jahre 1809 fiel das Erbe seinem Bruder Joseph von Nimptsch zu.
Im Jahre 1834 bestand das im Znaimer Kreis gelegene Dorf Nimptschdorf aus 37 Häusern mit 228 mährischsprachigen Einwohnern. Erwerbsquelle bildete die Landwirtschaft. Nördlich des Dorfes lag der herrschaftliche Neuhof Mikalka, auf dem Galtvieh gehalten wurde, westlich der Spitzhof mit einer Schäferei. Pfarrort war Groß-Augezd, eingeschult war das Dorf nach Neu Serowitz. 1843 war das Dorf auf 41 Häuser, davon 31 Häusler und zehn Viertelhüfner, angewachsen. Alle 53 Haushalte lebten von der Landwirtschaft, sechs davon betrieben auch ein Handwerk. Bis zur Mitte des 19. Jahrhunderts blieb Nimptschdorf der Herrschaft Neu Serowitz untertänig.
Nach der Aufhebung der Patrimonialherrschaften bildete Nimptschdorf mit der Einschicht Michalka / Mikálka ab 1848 eine Gemeinde im Gerichtsbezirk Mährisch Budwitz. 1850 nahm die Grundherrschaft Neu Serowitz auf dem Spitzhof eine große Brennerei in Betrieb. Ab 1869 gehörte Nimčdorf / Nimptschdorf zum Bezirk Znaim; zu dieser Zeit hatte das Dorf 239 Einwohner und bestand aus 42 Häusern. Ab 1870 gehörte Spitzhof / Spetice als Ortsteil zur Gemeinde Nimptschdorf. Seit 1872 wurde zunächst Nimpčov als tschechischer Ortsname verwendet, später Nimšdorf sowie Němčí bzw. Nimšák (1881). Die heutige Namensform Nimpšov ist seit 1893 in Gebrauch. 1896 wurde die Gemeinde dem Bezirk Mährisch Budwitz zugeordnet. Im Jahre 1900 lebten in Nimpšov 297 Personen; 1910 waren es 282. Nach dem Ersten Weltkrieg zerfiel der Vielvölkerstaat Österreich-Ungarn, das Dorf wurde 1918 Teil der neu gebildeten Tschechoslowakischen Republik.  Beim Zensus von 1921 lebten in den 52 Häusern von Nimpšov 266 Personen, darunter 264 Tschechen und ein Deutscher. Der Großgrundbesitz von Josef Maria Wolfgang Stubenberg auf Neu Serowitz wurde im Zuge der ersten Bodenreform stark reduziert. Der Hof Michálka wurde von 86 ha auf 46 ha verkleinert, die übrigen Flächen parzelliert. Der Spitzhof wurde zum Verkauf freigegeben. Mikálka und Spetice wurden in dieser Zeit von Nimpšov abgetrennt und Nové Syrovice zugeordnet. 1930 bestand Nimpšov aus 57 Häusern und hatte 229 Einwohner. Im selben Jahr wurde die Gemeinde elektrifiziert. Von 1939 bis 1945 gehörte Nimpšov / Nimpschdorf zum Protektorat Böhmen und Mähren.  Im Jahre 1950 hatte Nimpšov nur noch 146 Einwohner. Die JZD wurde 1950 gegründet, zwei Jahre später hatte sie 35 Mitglieder und bewirtschaftete 129 ha. Nachdem die JZD 1956 ihre Tätigkeit eingestellt hatte, übernahm im Oktober 1959 das ČSSS Jaroměřice nad Rokytnou die Bewirtschaftung. Bei der Gebietsreform von 1960 wurde Nimpšov im Zuge der Aufhebung des Okres Moravské Budějovice dem Okres Třebíč zugeordnet. Zwischen 1980 und 1990 war Nimpšov nach Nové Syrovice eingemeindet. Beim Zensus von 2001 lebten in den 48 Häusern von Nimpšov 72 Personen. Seit 2018 führt die Gemeinde ein Wappen und Banner; es zeigt im oberen silbernen Feld das Einhorn aus dem Wappen der Grafen von Nimptsch.

## Sehenswürdigkeiten
- Flurkreuz, in den Feldern südwestlich des Dorfes